# Manuel María Ponce
Manuel María Ponce Cuéllar (Fresnillo, Zacatecas, 8 de dezembro de 1882 - Cidade do México, 24 de abril de 1948) foi um músico e compositor mexicano.
Manuel compunha e ensinava música, além de se dedicar à pesquisa da música folclórica mexicana. Estudou em Bologna e em Berlim antes de retornar à sua terra natal em 1906. Depois disso, viveu também em Nova Iorque e em Paris.
Uma de suas criações mais famosas é a peça "Estrellita".